# Sör-Järnässjön
Sör-Järnässjön är en sjö i Söderhamns kommun i Hälsingland och ingår i Norralaåns huvudavrinningsområde. Sjön har en area på 0,0866 kvadratkilometer och ligger 140,2 meter över havet.

## Delavrinningsområde
Sör-Järnässjön ingår i det delavrinningsområde (681666-154972) som SMHI kallar för Mynnar i Norralaån. Medelhöjden är 182 meter över havet och ytan är 5,44 kvadratkilometer. Det finns inga avrinningsområden uppströms utan avrinningsområdet är högsta punkten. Vattendraget som avvattnar avrinningsområdet har biflödesordning 2, vilket innebär att vattnet flödar genom totalt 2 vattendrag innan det når havet efter 30 kilometer. Avrinningsområdet består mestadels av skog (87 procent). Avrinningsområdet har 0,24 kvadratkilometer vattenytor vilket ger det en sjöprocent på 4,4 procent.